# Abbaye d'Iranzu
L’abbaye d'Iranzu (en espagnol Monasterio de Santa María la Real de Iranzu) est une abbaye en activité, anciennement cistercienne, située à Abárzuza, dans la Communauté forale de Navarre.
Fondée en 1176 ou 1178 grâce à l'appui de Pedro de Artajona (en), elle est occupée par des moines de la Cour-Dieu et entre dans la filiation de Cîteaux.
Sept siècles plus tard, le désamortissement ferme l'abbaye en 1839, qui commence à se dégrader. En 1942, une restauration est entreprise, puis une communauté de théatins s'installe à Iranzu l'année suivante, communauté toujours en place au XXIe siècle.

## Histoire

### Fondation

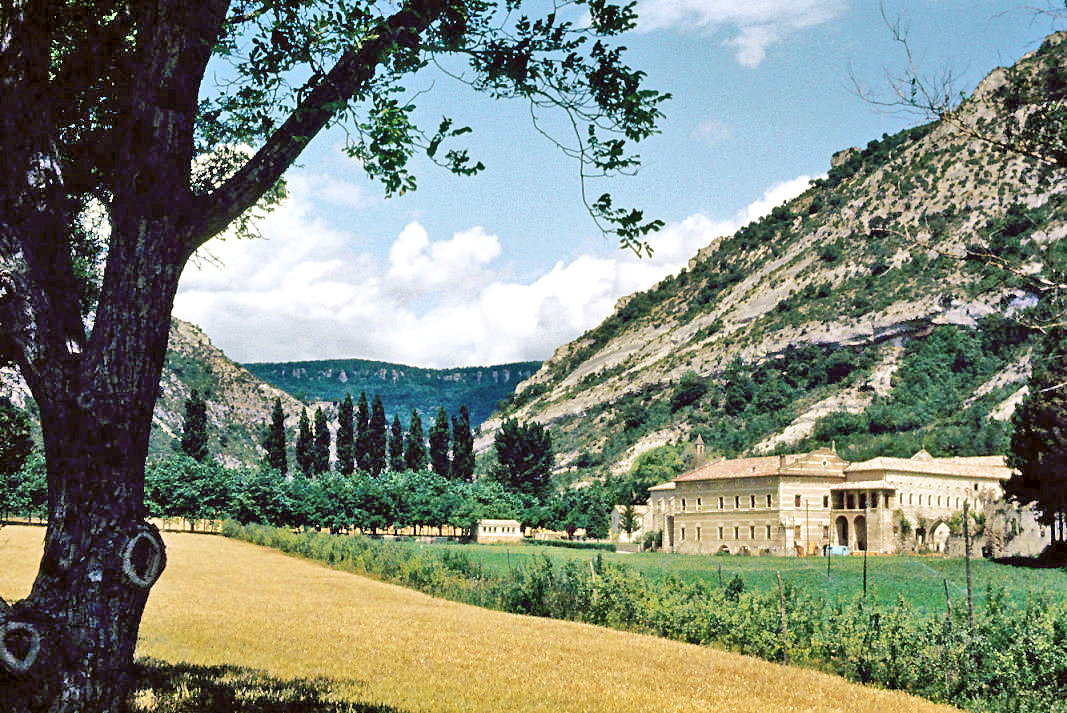
Le site de l'abbaye, photographie de 1982.

L'abbaye est fondée en 1176 ou 1178 grâce à l'appui de Pedro de Artajona (en).

### Moyen Âge
La construction du monastère s'étale entre le XIIe et le XIVe siècle ; l'abbaye présente donc une grande variété de styles, dont des arcs romans en plein cintre, d'autres d'architecture gothique, notamment le cloître.

### Changement de règle

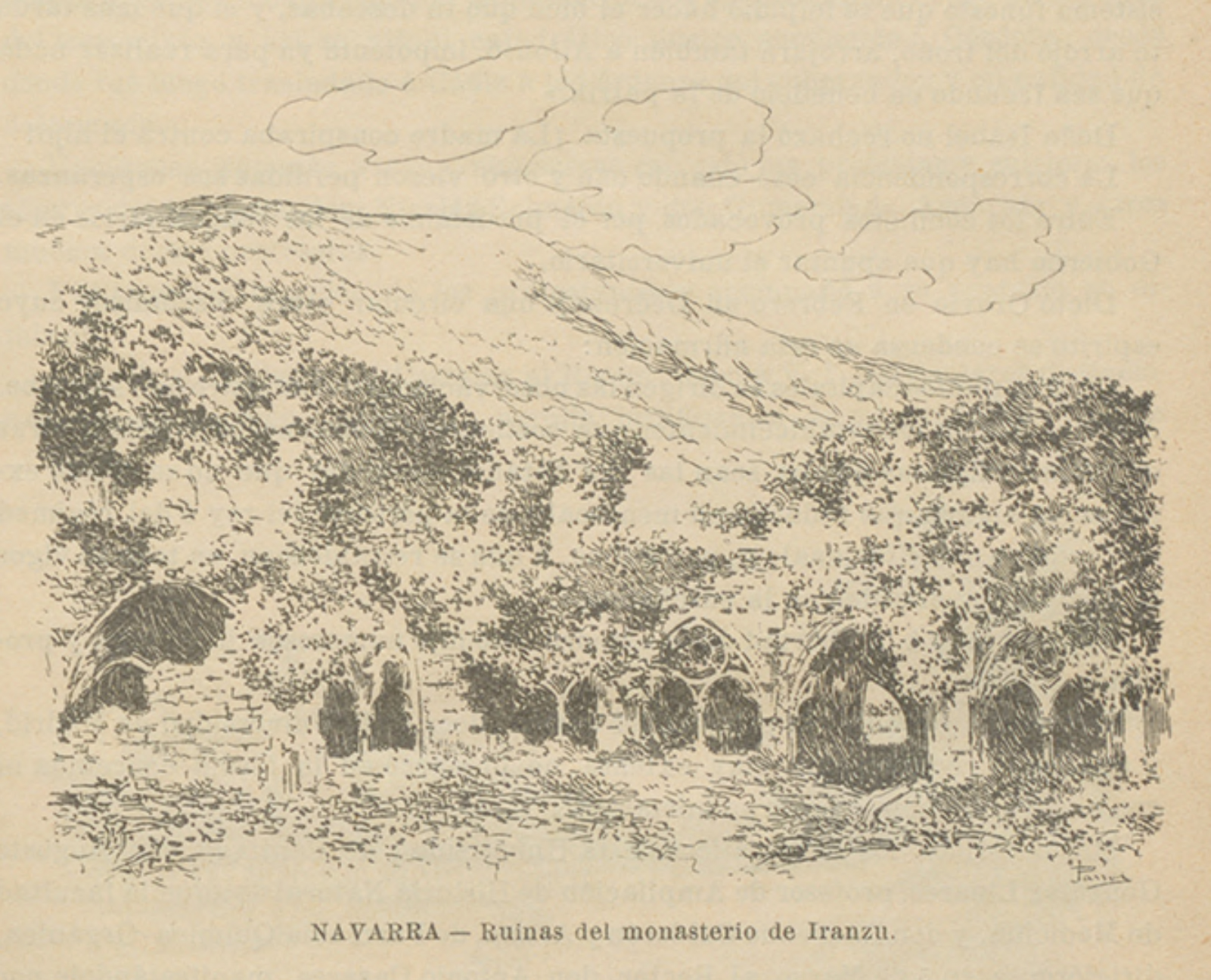
Gravure montrant l'abbaye en ruines en 1902.

Les cisterciens doivent quitter le monastère en 1839 et le monastère reste désert jusqu'en 1942, année où une vaste rénovation est réalisée. En 1943, les pères théatins s'installent à l'abbaye et forment la nouvelle communauté monastique de l'abbaye, où ils organisent notamment le chapitre général de leur communauté à Iranzu du 15 au 26 juin 2009.

## Abbaye

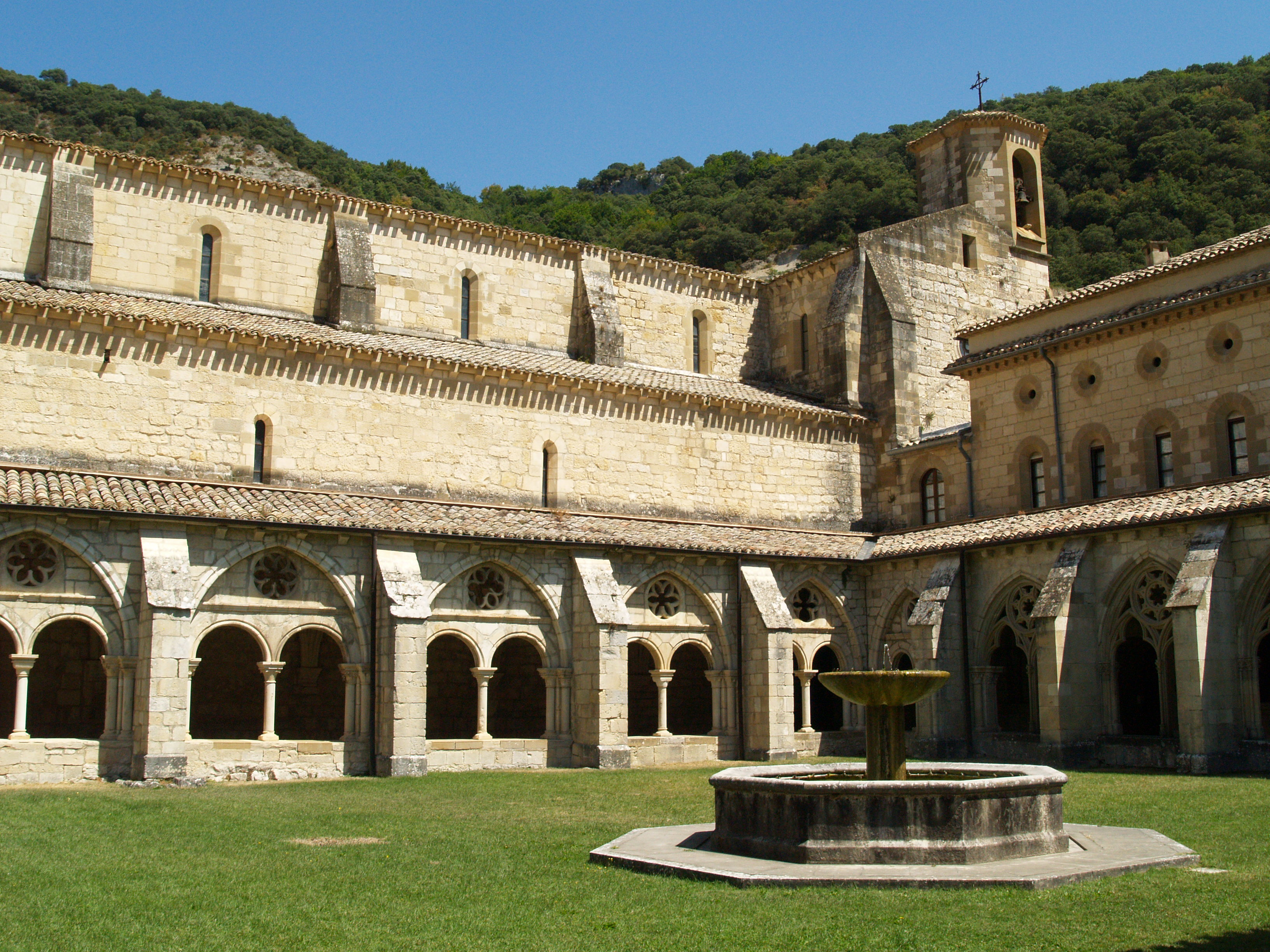
Le cloître de l'abbaye d'Iranzu.

Le cloître gothique particulièrement renommé a été rénové en 1942.